# Editores de Cinema Estadunidenses
American Cinema Editors (ACE) é uma associação cinematográfica fundada em 1950 formada por membros voluntários da comunidade de editores de filmes que são eleitos com base nas qualidades de conquistas profissionais e a formação para o trabalho de montagem. O atual presidente da ACE é Stephen E. Rivkin.

## Conselho de Administração
Desde agosto de 2017, o Conselho de Administração da companhia é composto por:
- Stephen E. Rivkin, ACE (Presidente)
- Alan Heim, ACE (Vice-Presidente)
- Stephen Lovejoy, ACE (Secretário)
- Lillian Benson, ACE (Tesoureiro)

Conselho de Administração:
- Anita Brandt-Burgoyne, ACE
- Tina Hirsch, ACE
- Maysie Hoy, ACE
- Bonnie Koehler, ACE
- Carol Littleton, ACE
- Mary Jo Markey, ACE
- Michael Orenstein, ACE
- Sabrina Plisco, ACE
- Kevin Tenda, ACE

Diretores Adjuntos:
- Kate Alterar, ACE
- Edgar Burcksen, ACE